# ميخائيل مات
ميخائيل مات (بالألمانية: Michael Matt)‏ هو متزحلق جبال الألب نمساوي، ولد في 13 مايو 1993 في Zams ‏ في النمسا.

## وصلات خارجية
- ميخائيل مات على موقع الاتحاد الدولي للتزلج (التزلج على المنحدرات الثلجية) (الإنجليزية)
- ميخائيل مات على موقع أوليمبيديا (الإنجليزية)